# Lichtenberg (stadsdel)
För det större administrativa stadsdelsområdet, i vilket stadsdelen Lichtenberg utgör kärnan, se Lichtenberg (stadsdelsområde). För järnvägsstationen, se Lichtenberg (järnvägsstation). För andra betydelser, se Lichtenberg.
Lichtenberg är en stadsdel i stadsdelsområdet med samma namn i Berlin i Tyskland. Denna stadsdel omkring den historiska byn Lichtenberg, som bildar kärnan i stadsdelsområdet, kallas ibland som det "egentliga" Lichtenberg även Alt-Lichtenberg; det officiella namnet är Ortsteil Berlin-Lichtenberg. Lichtenberg har 34 960 invånare (2013).

## Geografi
Lichtenberg ligger öster om Berlins ringbana och avgränsas i norr av Storkower Strasse, Vulkanstrasse och Landsberger Allee, i öster av Rhinstrasse, samt i söder och väster av järnvägen. 

## Kommunikationer
På gränsen till Lichtenberg ligger Berlin-Lichtenbergs järnvägsstation, som tidigare var en av de viktigaste fjärrtågsstationerna i Östberlin. Sedan 1990-talet används stationen huvudsakligen för regionaltrafik i riktningarna norrut och österut från Berlin. Stationen trafikeras även av pendeltåg och har anslutning till tunnelbanelinjen U5.

## Kända Lichtenbergbor
- Gesine Lötzsch (född 1961), vänsterpolitiker.